# ایگور یاوریان
ایگور مارتینی یاوریان (ارمنی: Իգոր Մարտինի Յավրյան؛  ۱۹۴۳) یک نوازنده پیانو اهل ارمنستان است. وی از سال میلادی تاکنون مشغول فعالیت بوده است.

## زندگی‌نامه
وی در ۱۹۴۳ در تفلیس به دنیا آمد و از کنسرواتوار دولتی چایکوفسکی مسکو (۱۹۶۷) و کنسرواتوار دولتی کومیتاس ایروان (۱۹۸۴) فارغ‌التحصیل شد. وی همچنین برندهٔ جوایزی همچون چهره هنری شایسته جمهوری ارمنستان (۲۰۱۴) شده است.